# SJ Tc sorozat
Az SJ Tc egy svéd dízel-hidraulikus erőátvitelű önjáró hóeke. 1969 és 1971 között gyártotta a NOHAB. Összesen 20 db készült belőle az SJ részére.